# 艾瑞克·米歇爾
艾瑞克·米歇爾（英語：Eric Mitchell，1992年4月10日—）是一位加拿大跳台滑雪運動員，從2008年開始參賽。2010年冬季奧林匹克運動會，團體高台項目成績為第12名，個人普通台為第49名，個人高台為第51名。
2015年米歇爾在LBGT體育雜誌Outsports的一篇文章裡正式出櫃。

## 外部連結
- 艾瑞克·米歇爾在國際滑雪總會